# Kostel svaté Anny (Týnec)
Římskokatolický filiální kostel svaté Anny v Týnci, části města Dobrovice v okrese Mladá Boleslav, stojí na chloumeckém hřbetu nad Dobrovicí. Jedná se o   pozdně barokní sakrální stavbu, obklopenou hřbitovem, která je místní krajinnou dominantou. Hřbitov se nachází v horní části obce pod původně barokním vrchnostenským dvorem. Kostel je chráněn jako kulturní památka České republiky.

## Historie

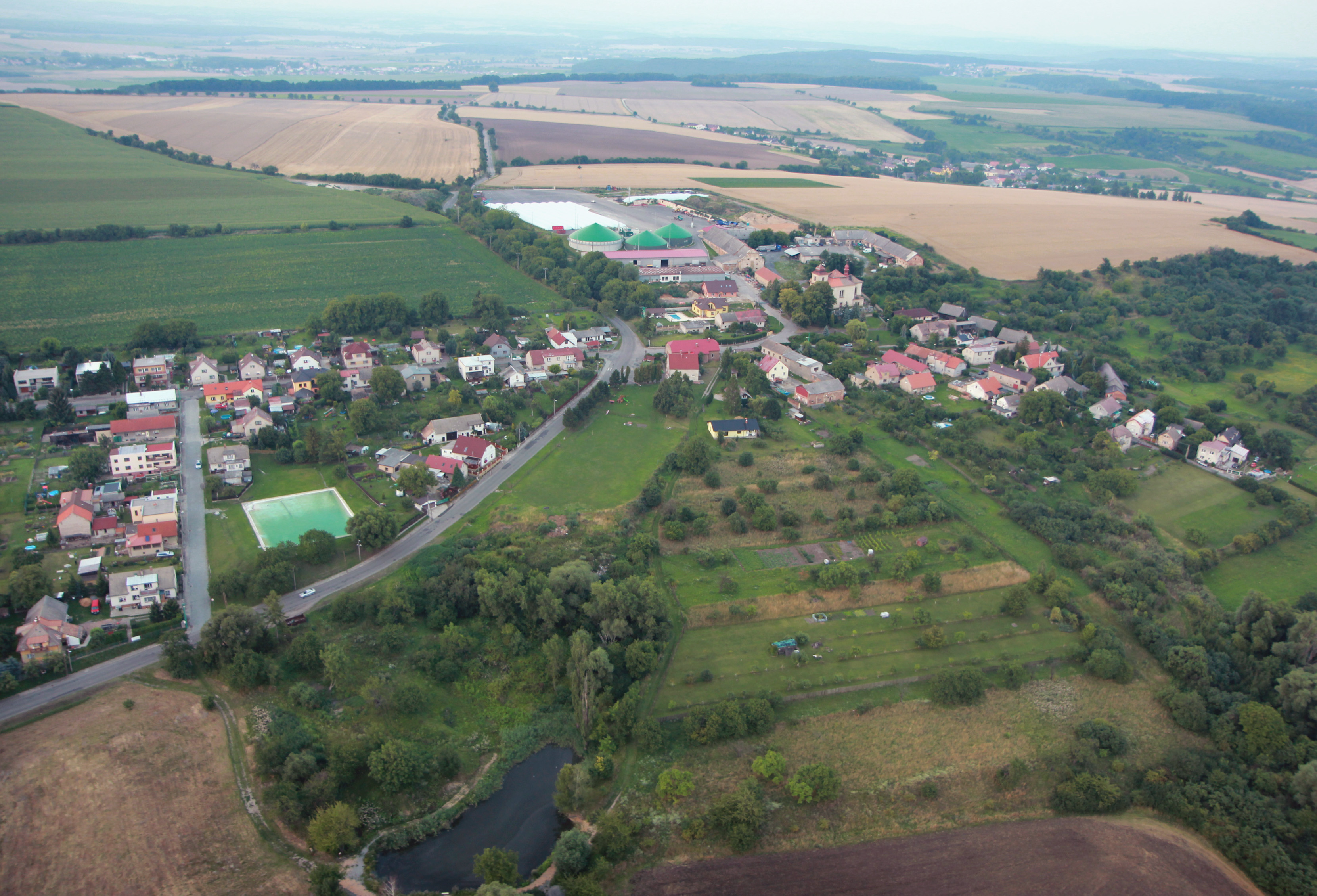
Letecký pohled na Týnec s kostelem sv. Anny

Kostel stojí v dominantní poloze na jižním úbočí Chlumu. Nechala jej postavit roku 1725 Eleonora z Valdštejna podle projektu Františka Maxmiliána Kaňky a Františka Ignáce Préea. Pozoruhodným motivem jsou sdružená okna, jejichž užití však může být druhotné.
Duchovní správci kostela jsou uvedeni na stránce: Římskokatolická farnost – děkanství Dobrovice.

## Architektura
Jedná se o jednolodní stavbu s výraznými bočními rizality. Nad západní částí kostela je věž. Kostel byl rozšířený roku 1778 o sakristii, která je na jeho jižní straně.
Klenby kostela jsou plackové. V kostele je nástropní freska Nejsvětější Trojice.

## Zařízení
Hlavní oltář pochází z roku 1735. Jeho autorem je zřejmě P. Vyšohlíd. Jedná se o portálový, sloupový oltář se starším obrazem sv. Anny ze 17. století. Obraz je z kapličky dobrovického zámku. Na oltáři jsou sochy svatého Václava a svatého Jana Nepomuckého. Kazatelna je z roku 1742. V kostele jsou obrazy Umučení Krista z roku 1824 a obraz svatého Jana Křtitele ze 17. století, který byl do kostela přenesen roku 1735 z Dobrovice. Dále je zde obraz sv. Františka Serafinského z roku 1735, který je umístěn v rozvilinovém rámci.